# Yellow Rose of Texas
Yellow Rose of Texas är en traditionell amerikansk folksång och en väldigt känd sådan. Den har länge varit mycket populär i USA och är populär även i andra länder. Sången ses ofta som delstaten Texas inofficiella nationalsång och det finns många olika versioner av den. Den ursprungliga kärlekssången har senare kommit att associeras med legenden om hur en kontraktstjänare vid namn Emily Morgan "hjälpte till att vinna slaget vid San Jacinto, det avgörande slaget under Texasrevolutionen".

## Om sången
Det är okänt vem som skrivit sången och även när den skrevs. The A. Henry Moll Papers i Center for American History har ett handskrivet dokument med en text vars innehåll påminner mycket om texten till Yellow Rose of Texas. Detta dokument har daterats till år 1836. 
Under det amerikanska inbördeskriget blev sången mycket populär bland soldaterna, särskilt hos dem som kom från Texas. Dessa soldater sjöng en egen version av sången, där den tredje versen ändrats.
1984 spelade country-musikerna Johnny Lee och Lane Brody in en duettversion av sången, då med titeln The Yellow Rose. Det blev den största hitlåten inom country-musik det året och deras version användes även som signaturmelodi till TV-serien The Yellow Rose. Deras version toppade också country-listorna det året. Även Elvis Presley har haft en hit med låten.

### Fotnoter
1. ↑  , YY/xey1
2. ↑  Whitburn, Joel. The Billboard Book of Top 40 Country Hits. Billboard Books. sid. 54